# Llista de seus dels Jocs Olímpics

Jocs Olímpics

Des de l'inici dels Jocs Olímpics moderns iniciats el 1896 hi ha hagut 27 Jocs Olímpics d'Estiu celebrats en 22 ciutats diferents i 21 Jocs Olímpics d'Hivern celebrats en 18 ciutats diferents. Així mateix, tres edicions dels Jocs Olímpics d'estiu i dos dels d'hivern van ser cancel·lats a causa de la guerra: Berlín (estiu) l'any 1916, Tòquio (estiu) i Sapporo (hivern) l'any 1940, i Londres (estiu) i Cortina d'Ampezzo (hivern) l'any 1944. Els Jocs Olímpics d'Estiu de 1906, que es va celebrar a Atenes, no es reconeixen oficialment pel Comitè Olímpic Internacional (COI), anomenant-los Jocs Intercalats.
Quatre ciutats més han estat seleccionades pel COI per ser seu olímpica: Sotxi (Rússia) als Jocs Olímpics d'hivern de 2014, a Rio de Janeiro (Brasil) pels Jocs Olímpics d'estiu de 2016, Pyeongchang (Corea del Sud) pels Jocs Olímpics d'hivern de 2018 i Tòquio (Japó) per als Jocs Olímpics d'estiu de 23000.

## Seus dels Jocs Olímpics
| Ciutat                 | CON                 | Continent        | Edició estiu | Edició hivern | Modalitat | Any  | Cerimònia obertura                        | Cerimònia clausura                        |
| ---------------------- | ------------------- | ---------------- | ------------ | ------------- | --------- | ---- | ----------------------------------------- | ----------------------------------------- |
| Atenes                 | Grècia              | Europa           | I            | —             | estiu     | 1896 | 6 d'abril                                 | 15 d'abril                                |
| París                  | França              | Europa           | II           | —             | estiu     | 1900 | 14 de maig                                | 28 d'octubre                              |
| Saint Louis (Missouri) | Estats Units        | Amèrica del Nord | III          | —             | estiu     | 1904 | 1 de juliol                               | 23 de novembre                            |
| Atenes                 | Grècia              | Europa           | intercalats  | —             | estiu     | 1906 | 22 d'abril                                | 2 de maig                                 |
| Londres                | Regne Unit          | Europa           | IV           | —             | estiu     | 1908 | 27 d'abril                                | 31 d'octubre                              |
| Estocolm               | Suècia              | Europa           | V            | —             | estiu     | 1912 | 5 de maig                                 | 22 de juliol                              |
| Berlín                 | Imperi Alemany      | Europa           | VI           | —             | estiu     | 1916 | Cancel·lats per la Primera Guerra Mundial | Cancel·lats per la Primera Guerra Mundial |
| Anvers                 | Bèlgica             | Europa           | VII          | —             | estiu     | 1920 | 20 d'abril                                | 12 de setembre                            |
| Chamonix               | França              | Europa           | —            | I             | hivern    | 1924 | 25 de gener                               | 4 de febrer                               |
| París                  | França              | Europa           | VIII         | —             | estiu     | 1924 | 4 de maig                                 | 27 de juliol                              |
| St. Moritz             | Suïssa              | Europa           | —            | II            | hivern    | 1928 | 11 de febrer                              | 19 de febrer                              |
| Amsterdam              | Països Baixos       | Europa           | IX           | —             | estiu     | 1928 | 17 de maig                                | 12 d'agost                                |
| Lake Placid            | Estats Units        | Amèrica del Nord | —            | III           | hivern    | 1932 | 4 de febrer                               | 15 de febrer                              |
| Los Angeles            | Estats Units        | Amèrica del Nord | X            | —             | estiu     | 1932 | 30 de juliol                              | 14 d'agost                                |
| Garmisch-Partenkirchen | Alemanya nazi       | Europa           | —            | IV            | hivern    | 1936 | 6 de febrer                               | 16 de febrer                              |
| Berlín                 | Alemanya nazi       | Europa           | XI           | —             | estiu     | 1936 | 1 d'agost                                 | 16 d'agost                                |
| Sapporo                | Japó                | Àsia             | —            | V             | hivern    | 1940 | Cancel·lats per la Segona Guerra Mundial  | Cancel·lats per la Segona Guerra Mundial  |
| Tòquio                 | Japó                | Àsia             | XII          | —             | estiu     | 1940 | Cancel·lats per la Segona Guerra Mundial  | Cancel·lats per la Segona Guerra Mundial  |
| Cortina d'Ampezzo      | Regne d'Itàlia      | Europa           | —            | V             | hivern    | 1944 | Cancel·lats per la Segona Guerra Mundial  | Cancel·lats per la Segona Guerra Mundial  |
| Londres                | Regne Unit          | Europa           | XIII         | —             | estiu     | 1944 | Cancel·lats per la Segona Guerra Mundial  | Cancel·lats per la Segona Guerra Mundial  |
| St. Moritz             | Suïssa              | Europa           | —            | V             | hivern    | 1948 | 30 de gener                               | 8 de febrer                               |
| Londres                | Regne Unit          | Europa           | XIV          | —             | estiu     | 1948 | 29 de juliol                              | 14 d'agost                                |
| Oslo                   | Noruega             | Europa           | —            | VI            | hivern    | 1952 | 14 de febrer                              | 25 de febrer                              |
| Hèlsinki               | Finlàndia           | Europa           | XV           | —             | estiu     | 1952 | 19 de juliol                              | 3 d'agost                                 |
| Cortina d'Ampezzo      | Itàlia              | Europa           | —            | VII           | hivern    | 1956 | 26 de gener                               | 5 de febrer                               |
| Melbourne Estocolm     | Austràlia · Suècia  | Oceania Europa   | XVI          | —             | estiu     | 1956 | 22 de novembre 10 de juny                 | 8 de desembre 17 de juny                  |
| Squaw Valley           | Estats Units        | Amèrica del Nord | —            | VIII          | hivern    | 1960 | 18 de febrer                              | 28 de febrer                              |
| Roma                   | Itàlia              | Europa           | XVII         | —             | estiu     | 1960 | 25 d'agost                                | 11 de setembre                            |
| Innsbruck              | Àustria             | Europa           | —            | IX            | hivern    | 1964 | 29 de gener                               | 9 de febrer                               |
| Tòquio                 | Japó                | Àsia             | XVIII        | —             | estiu     | 1964 | 10 d'octubre                              | 24 d'octubre                              |
| Grenoble               | França              | Europa           | —            | X             | hivern    | 1968 | 6 de febrer                               | 18 de febrer                              |
| Ciutat de Mèxic        | Mèxic               | Amèrica del Nord | XIX          | —             | estiu     | 1968 | 12 d'octubre                              | 27 d'octubre                              |
| Sapporo                | Japó                | Àsia             | —            | XI            | hivern    | 1972 | 3 de febrer                               | 13 de febrer                              |
| Múnic                  | Alemanya Occidental | Europa           | XX           | —             | estiu     | 1972 | 26 d'agost                                | 11 de setembre                            |
| Innsbruck              | Àustria             | Europa           | —            | XII           | hivern    | 1976 | 4 de febrer                               | 15 de febrer                              |
| Mont-real              | Canadà              | Amèrica del Nord | XXI          | —             | estiu     | 1976 | 17 de juliol                              | 1 d'agost                                 |
| Lake Placid            | Estats Units        | Amèrica del Nord | —            | XIII          | hivern    | 1980 | 12 de febrer                              | 24 de febrer                              |
| Moscou                 | Unió Soviètica      | Europa           | XXII         | —             | estiu     | 1980 | 19 de juliol                              | 3 d'agost                                 |
| Sarajevo               | Iugoslàvia          | Europa           | —            | XIV           | hivern    | 1984 | 7 de febrer                               | 19 de febrer                              |
| Los Angeles            | Estats Units        | Amèrica del Nord | XXIII        | —             | estiu     | 1984 | 28 de juliol                              | 12 d'agost                                |
| Calgary                | Canadà              | Amèrica del Nord | —            | XV            | hivern    | 1988 | 13 de febrer                              | 28 de febrer                              |
| Seül                   | Corea del Sud       | Àsia             | XXIV         | —             | estiu     | 1988 | 17 de setembre                            | 2 d'octubre                               |
| Albertville            | França              | Europa           | —            | XVI           | hivern    | 1992 | 8 de febrer                               | 23 de febrer                              |
| Barcelona              | Espanya             | Europa           | XXV          | —             | estiu     | 1992 | 25 de juliol                              | 9 d'agost                                 |
| Lillehammer            | Noruega             | Europa           | —            | XVII          | hivern    | 1994 | 12 de febrer                              | 27 de febrer                              |
| Atlanta                | Estats Units        | Amèrica del Nord | XXVI         | —             | estiu     | 1996 | 19 de juliol                              | 4 d'agost                                 |
| Nagano                 | Japó                | Àsia             | —            | XVIII         | hivern    | 1998 | 7 de febrer                               | 22 de febrer                              |
| Sydney                 | Austràlia           | Oceania          | XXVII        | —             | estiu     | 2000 | 15 de setembre                            | 1 d'octubre                               |
| Salt Lake City         | Estats Units        | Amèrica del Nord | —            | XIX           | hivern    | 2002 | 8 de febrer                               | 24 de febrer                              |
| Atenes                 | Grècia              | Europa           | XXVIII       | —             | estiu     | 2004 | 13 d'agost                                | 29 d'agost                                |
| Turin                  | Itàlia              | Europa           | —            | XX            | hivern    | 2006 | 10 de febrer                              | 26 de febrer                              |
| Pequín                 | Xina                | Àsia             |              | —             | estiu     | 2008 | 8 d'agost                                 | 24 d'agost                                |
| Vancouver              | Canadà              | Amèrica del Nord | —            | XXI           | hivern    | 2010 | 12 de febrer                              | 28 de febrer                              |
| Londres                | Regne Unit          | Europa           | XXX          | —             | estiu     | 2012 | 27 de juliol                              | 12 d'agost                                |
| Sotxi                  | Rússia              | Europa[d]        | —            | XXII          | hivern    | 2014 | 7 de febrer                               | 23 de febrer                              |
| Rio de Janeiro         | Brasil              | Amèrica del Sud  | XXXI         | —             | estiu     | 2016 | 3 d'agost                                 | 21 d'agost                                |
| Pyeongchang            | Corea del Sud       | Àsia             | —            | XXIII         | hivern    | 2018 | 9 de febrer                               | 25 de febrer                              |
| Tòquio                 | Japó                | Àsia             | XXXII        | —             | estiu     | 2020 | 24 de juliol                              | 9 d'agost                                 |

## Ciutats que han allotjat diferents edicions dels Jocs
| Ciutats     | CON          | Continent        | Jocs Olímpics d'estiu | Jocs Olímpics d'hivern | Total |
| Atenes      | Grècia       | Europa           | 2 (1896, 1906, 2004)  | 0                      | 3     |
| Londres     | Regne Unit   | Europa           | 3 (1908, 1948, 2012)  | 0                      | 3     |
| París       | França       | Europa           | 2 (1900, 1924)        | 0                      | 2     |
| St. Moritz  | Suïssa       | Europa           | 0                     | 2 (1928, 1948)         | 2     |
| Lake Placid | Estats Units | Amèrica del Nord | 0                     | 2 (1932, 1980)         | 2     |
| Los Angeles | Estats Units | Amèrica del Nord | 2 (1932, 1984)        | 0                      | 2     |
| Innsbruck   | Àustria      | Europa           | 0                     | 2 (1964, 1976)         | 2     |
| Tòquio      | Japó         | Àsia             | 2 (1964, 2020)        | 0                      | 2     |

## Nombre de Jocs Olímpics per Comitè

Estats que han allotjat els Jocs Olímpics d'estiu
4 vegades o més
3 vegades
2 vegades
1 vegada
Mai ha allotjat uns Jocs

Estats que han allotjat els Jocs Olímpics d'hivern
4 vegades o més
3 vegades
2 vegades
1 vegada
Mai ha allotjat uns Jocs

|    | CON             | Continent        | Jocs Olímpics d'estiu      | Jocs Olímpics d'hivern     | Total |
| -- | --------------- | ---------------- | -------------------------- | -------------------------- | ----- |
| 1  | Estats Units    | Amèrica del Nord | 4 (1904, 1932, 1984, 1996) | 4 (1932, 1960, 1980, 2002) | 8     |
| 2  | França          | Europa           | 2 (1900, 1924)             | 3 (1924, 1968, 1992)       | 5     |
| 3  | Japó            | Àsia             | 2 (1940, 1964, 2020)       | 2 (1940, 1972, 1998)       | 4     |
| 4  | Regne Unit      | Europa           | 3 (1908, 1944, 1948, 2012) | 0                          | 3     |
| 4  | Alemanya        | Europa           | 2 (1916, 1936, 1972)       | 1 (1936)                   | 3     |
| 4  | Itàlia          | Europa           | 1 (1960)                   | 2 (1944, 1956, 2006)       | 3     |
| 4  | Canadà          | Amèrica del Nord | 1 (1976)                   | 2 (1988, 2010)             | 3     |
| 8  | Grècia          | Europa           | 2 (1896, 2004)             | 0                          | 2     |
| 8  | Suïssa          | Europa           | 0                          | 2 (1928, 1948)             | 2     |
| 8  | Noruega         | Europa           | 0                          | 2 (1952, 1994)             | 2     |
| 8  | Austràlia       | Oceania          | 2 (1956, 2000)             | 0                          | 2     |
| 8  | Àustria         | Europa           | 0                          | 2 (1964, 1976)             | 2     |
| 8  | Corea del Sud   | Àsia             | 1 (1988)                   | 1 (2018)                   | 2     |
| 15 | Suècia          | Europa           | 1 (1912)                   | 0                          | 1     |
| 15 | Bèlgica         | Europa           | 1 (1920)                   | 0                          | 1     |
| 15 | Països Baixos   | Europa           | 1 (1928)                   | 0                          | 1     |
| 15 | Finlàndia       | Europa           | 1 (1940, 1952)             | 0                          | 1     |
| 15 | Mèxic           | Amèrica del Nord | 1 (1968)                   | 0                          | 1     |
| 15 | Unió Soviètica  | Europa           | 1 (1980)                   | 0                          | 1     |
| 15 | Iugoslàvia      | Europa           | 0                          | 1 (1984)                   | 1     |
| 15 | Espanya         | Europa           | 1 (1992)                   | 0                          | 1     |
| 15 | R.P. de la Xina | Àsia             | 1 (2008)                   | 0                          | 1     |
| 15 | Rússia          | Europa           | 0                          | 1 (2014)                   | 1     |
| 15 | Brasil          | Amèrica del Sud  | 1 (2016)                   | 0                          | 1     |